# Шатрово
 Тази статия е за селото в Дупнишко.  За бившето село в Пиринска Македония вижте Шатрово (Пирин).  
Шатрово е село в Западна България. То се намира в Община Бобов дол, област Кюстендил.

## География
Село Шатрово се намира в западната част на Община Бобов дол и е разположено на площ от 12 кв. км. с надморска височина 550 метра, на 15 км западно от Дупница, 25 км.югозападно от Бобов дол, 30 км източно от Кюстендил и 3 км северозападно от пътя Дупница-Кюстендил.

### Население
Около 1940 година са живели между 900 и 1000 жители на селото, са 110 души и има около 90 къщи.

## История
Според преданието на мястото на селото се намирали шатрите на цар Самуил, откъдето идва името на селото.
През 1905 – 1906 година учител в селото е Александър Димитров, деец на Българския земеделски народен съюз и бъдещ вътрешен и военен министър, който издава по това време вестник „Шатровски глас“.
- Името на Шатрово е антично, няма конкретни доказателства за произхода му. Останала е легенда, че името произхожда от думата шатри, от шатрите на брата на цар Самуил – Арон, които са се намирали на това място. Още през 16 век в турски документи се е споменавало името на Шатрово и неговото население. Сегашния вид на селото идва към края на 17-и и началото на 18 век. Стари предания разказват, а археолозите доказват, че през римско време е съществувало селище в местността „Орловица“, югоизточно от селищното разположение на Шатрово. Непосредствено до „Орловица“ се намира местността „Заграднята“. В тази местност има надгробна могила, наричана от местните жители „Чуката“-висока около 5 м с диаметър 15 – 17 метра. Могилата е от тракийско време и до началото на 20 век не е проучвана. Тези исторически данни се намират в „Архив селищна късна античност“ в Историческия музей в град Кюстендил.

## Население
Численост и дял на етническите групи според преброяването на населението през 2011 г.:
|                     | Численост | Дял (в %) |
| Общо                | 117       | 100,00    |
| Българи             | 116       | 99,14     |
| Турци               | 0         | 0,00      |
| Цигани              | 0         | 0,00      |
| Други               | 0         | 0,00      |
| Не се самоопределят | 0         | 0,00      |
| Неотговорили        | 1         | 0,85      |

## Религия
Нашите предци седем години с доброволен труд и дарения изграждат селската черква, която е наречена „Света Троица“ и е открита през 1882 г. Интересно за черквата като средище на духовен живот е, че в Шатрово се създава една от първите земеделски дружби в България през 1901 г.

## Обществени институции
- Читалище „Просвета“ е другото духовно средище в село Шатрово, учредено през 1902 г. по инициатива на местния учител Александър Димитров. По същото време е издаван и вестник „Шатровски глас“. Днес читалище „Просвета“ има 30 редовни членове, разполага с библиотечен фонд от 4895 тома книги. Честват се празници и се организират редовно екскурзии до забележителни местности. Секретар на читалището е Росица Вергилова Стойнева, има и читалищно настоятелство от 5 члена.В селото е имало сграда, строена през 1870 г., която е била училище, но по-късно е разрушена. Другото училище е работило до 1984-1985 г., но в момента е пустеещо.

## Земеделие
Землището на село Шатрово е с шест дка обработваема земя и четири хиляди дка мери и пасища. Открай време в селото съществува ДЗС, ТКЗС, а от 1994 г. е учредена кооперация, наречена ППЗК „Шатрово-94“. Има 1300 дка черешова градина, а през 2006 г.се засажда сливова градина от 350 дка .Останалата земя се обработва от кооперацията, като на нея се засявят различни житни култури. Кооперацията осигурява работни места на 15 души постоянна работа,а на жителите от селото-сезонна. 

## Редовни събития
- 7 юни – празник на селото.

## Личности
- Васил Ангелов, български революционер от ВМОРО, четник на Лука Иванов[4]
- Кирил Василев (р. 1950) – български офицер, генерал-майор
- Георги Манев Кашукеев - български офицер-антифашист! Заради своите убеждения с две смъртни присъди от фашистката власт! Впоследствие репресиран, тормозен и изселен от Шатрово заедно със семейството си от комунистическата власт заради същите тези убеждения! Човек начетен, владеещ есперанто! Автор на две книги "Немирна разметаница" "Политическа изповед" с дълбоки познания върху световната политика и голям принос за родното си село Шатрово!

## Други
- Снимки от Шатрово
- Паметник на антифашисти